# Ciboleros

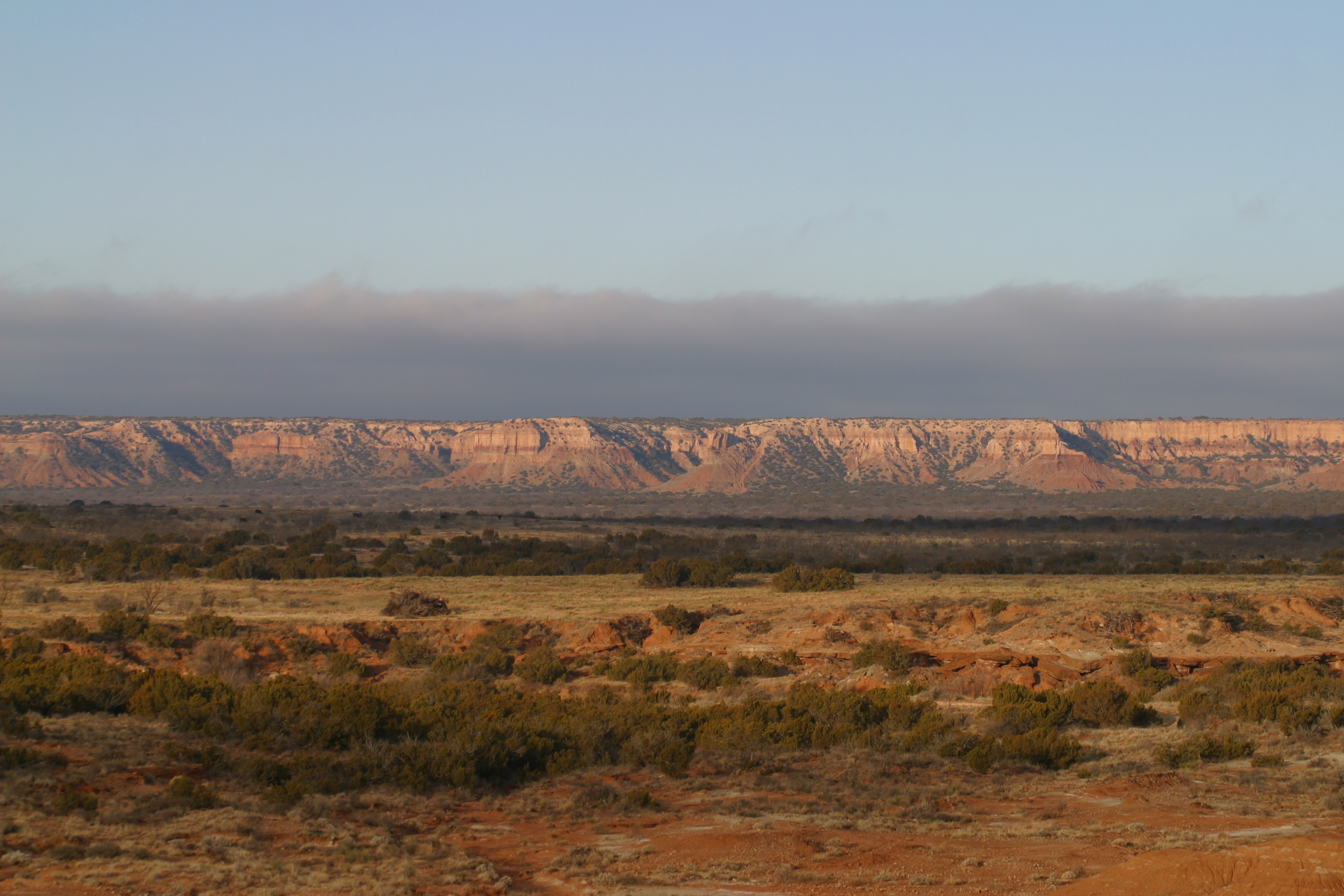
Landskapet på Llano Estacado.

Ciboleros var en klass av buffeljägare med ett etniskt ursprung bland spansktalande, mestiser och puebloindianer, på den södra prärien under den spanska, mexikanska och början av den amerikanska dominansen över vad som nu är sydvästra Förenta Staterna.
Ciboleros hade verkat tidigare, men fick ökat utrymme efter freden 1786 mellan den spanska kolonialadministrationen och comancherna. Därefter kunde cibolers fritt jaga buffel för hudar och kött, framförallt på Llano Estacado och i Texas Panhandle.